# Unione Sportiva Città di Pontedera 2019-2020
Questa voce raccoglie le informazioni riguardanti l'Unione Sportiva Città di Pontedera nelle competizioni ufficiali della stagione 2019-2020.

## Divise e sponsor
Lo sponsor tecnico per la stagione 2019-2020 è Erreà mentre gli sponsor ufficiali sono Sèleco, Geu e Corpo Guardie di Città.
| Casa | Trasferta |

## Rosa
| N. |                    | Ruolo | Calciatore          |
| -- | ------------------ | ----- | ------------------- |
| 1  | Italia (bandiera)  | P     | Edoardo Sarri       |
| 2  | Italia (bandiera)  | D     | Edoardo Pavan       |
| 3  | Italia (bandiera)  | D     | Paolo Ropolo        |
| 4  | Italia (bandiera)  | C     | Jacopo Giuliani     |
| 5  | Italia (bandiera)  | D     | Giacomo Risaliti    |
| 6  | Italia (bandiera)  | D     | Francesco Benassai  |
| 7  | Italia (bandiera)  | C     | Daniele Mannini     |
| 7  | Italia (bandiera)  | D     | Francesco Mezzoni   |
| 8  | Italia (bandiera)  | C     | Andrea Caponi       |
| 9  | Brasile (bandiera) | A     | Caio De Cenco       |
| 10 | Italia (bandiera)  | C     | Gianluca Barba      |
| 11 | Italia (bandiera)  | A     | Christian Tommasini |
| 12 | Italia (bandiera)  | P     | Alessandro Bianchi  |
| 13 | Italia (bandiera)  | D     | Matteo Salvi        |

| N. |                   | Ruolo | Calciatore         |
| -- | ----------------- | ----- | ------------------ |
| 14 | Italia (bandiera) | C     | Mariano Bernardini |
| 15 | Italia (bandiera) | D     | Emanuele Cigagna   |
| 16 | Italia (bandiera) | C     | Lorenzo Bardini    |
| 17 | Italia (bandiera) | D     | Filippo Serena     |
| 18 | Italia (bandiera) | D     | Luca Piana         |
| 19 | Italia (bandiera) | C     | Riccardo Calcagni  |
| 20 | Italia (bandiera) | C     | Michele Bruzzo     |
| 21 | Italia (bandiera) | A     | Mauro Semprini     |
| 22 | Italia (bandiera) | P     | Stefano Mazzini    |
| 22 | Italia (bandiera) | P     | Daniele Cardelli   |
| 23 | Italia (bandiera) | A     | Antonio Negro      |
| 23 | Italia (bandiera) | D     | Pietro Visconti    |
| 24 | Italia (bandiera) | C     | Federico Balloni   |

## Calciomercato

### Sessione estiva(dall'1/7 al 2/9)
| Acquisti | Acquisti           | Acquisti | Acquisti   |
| R.       | Nome               | da       | Modalità   |
| -------- | ------------------ | -------- | ---------- |
| P        | Stefano Mazzini    | Atalanta | prestito   |
| D        | Emanuele Cicagna   | Venezia  | prestito   |
| D        | Edoardo Pavan      | Verona   | prestito   |
| D        | Luca Piana         |          | svincolato |
| D        | Matteo Salvi       | Atalanta | prestito   |
| C        | Gianluca Barba     | Monza    | prestito   |
| C        | Mariano Bernardini | Genoa    | svincolato |
| C        | Michele Bruzzo     | Genoa    | definitivo |
| A        | Caio de Cenco      | Padova   | svincolato |
| A        | Antonio Negro      | Napoli   | definitivo |
| A        | Mauro Semprini     | Ponsacco | svincolato |

| Cessioni | Cessioni             | Cessioni            | Cessioni      |
| R.       | Nome                 | a                   | Modalità      |
| -------- | -------------------- | ------------------- | ------------- |
| P        | Matteo Biggeri       | Viterbese Castrense | svincolato    |
| P        | Eduard Marinca       |                     | svincolato    |
| P        | Stefano Raco         | Fucecchio           | prestito      |
| D        | Alessio Benedetti    | Pro Vercelli        | svincolato    |
| D        | Lorenzo Borri        | Juve Stabia         | definitivo    |
| D        | Giorgio Cavalli      | Sangiovannese       | prestito      |
| D        | Leonardo Fontanesi   | Sassuolo            | fine prestito |
| D        | Federico Marseglia   | Tuttocuoio          | prestito      |
| D        | Andrea Masetti       | Sassuolo            | fine prestito |
| D        | Tommaso Orsucci      | Pisa                | prestito      |
| D        | Alberto Prete        | Ponsacco            | svincolato    |
| D        | Alessandro Raimo     | Livorno             | fine prestito |
| D        | Federico Vettori     |                     | fine carriera |
| C        | Nicolas La Vigna     | Atalanta            | fine prestito |
| C        | Andrea Magrini       | Chievo              | fine prestito |
| C        | Giuseppe Pandolfi    |                     | svincolato    |
| C        | Christian Tassi      | Palmese             | svincolato    |
| A        | Riccardo Benedetti   | Tau                 | prestito      |
| A        | Giovanni Benericetti | Tuttocuoio          | prestito      |
| A        | Diego De Carlo       | Tuttocuoio          | prestito      |
| A        | Lorenzo Pinzauti     | Teramo              | definitivo    |
| A        | Lorenzo Riccio       |                     | svincolato    |

### Sessione invernale(dal 2/1 al 31/1)
| Acquisti | Acquisti          | Acquisti  | Acquisti      |
| R.       | Nome              | da        | Modalità      |
| -------- | ----------------- | --------- | ------------- |
| P        | Daniele Cardelli  | Pisa      | definitivo    |
| P        | Stefano Raco      | Fucecchio | fine prestito |
| D        | Francesco Mezzoni | Napoli    | prestito      |
| D        | Pietro Visconti   | Novara    | definitivo    |

| Cessioni | Cessioni          | Cessioni             | Cessioni      |
| R.       | Nome              | a                    | Modalità      |
| -------- | ----------------- | -------------------- | ------------- |
| P        | Stefano Mazzini   | Atalanta             | fine prestito |
| P        | Stefano Raco      | Ponsacco             | prestito      |
| C        | Riccardo Calcagni | Arzignano Valchiampo | definitivo    |
| C        | Daniele Mannini   |                      | svincolato    |
| A        | Antonio Negro     | Foligno              | svincolato    |

### Serie C

#### Girone di andata
| Arbitro: | Marini (Trieste) |

|                                             |           |            |
| de Cenco 9’ Mannini 57’ (rig.) Calcagni 67’ | Marcatori | 25’ Manneh |

| Arbitro: | Giordano (Novara) |

|                                                  |           |  |
| Galuppini 16’, 58’ (rig.) Pizzul 24’ Plescia 47’ | Marcatori |  |

| Arbitro: | Costanza (Agrigento) |

|                                      |           |                           |
| Piana 32’ Semprini 46’ Tommasini 63’ | Marcatori | 11’ Biancu 44’ Pennington |

| Pontedera 15 settembre 2019, ore 15:00 CEST 4ª giornata | Pontedera       | 0 – 0 referto | Novara | Stadio Ettore Mannucci (507 spett.)\| Arbitro: \| Marotta (Sapri) \| |
| Arbitro:                                                | Marotta (Sapri) |               |        |                                                                      |

| Arbitro: | Arena (Torre del Greco) |

|          |           |              |
| Mota 81’ | Marcatori | 73’ de Cenco |

| Arbitro: | Acanfora (Castellammare di Stabia) |

|          |           |           |
| Piana 8’ | Marcatori | 48’ Varas |

| Arbitro: | Delrio (Reggio nell'Emilia) |

|             |           |                                              |
| Cortesi 85’ | Marcatori | 8’ (rig.) Calcagni 56’ de Cenco 79’ Semprini |

| Arbitro: | Pascarella (Nocera Inferiore) |

|  |           |                        |
|  | Marcatori | 70’ Piana 78’ de Cenco |

| Arbitro: | Di Graci (Como) |

|                                 |           |              |
| Camilleri 16’ (aut.) Bruzzo 56’ | Marcatori | 18’ Vitiello |

| Arbitro: | Garofalo (Torre del Greco) |

|                           |           |  |
| De Nuzzo 51’ Miracoli 58’ | Marcatori |  |

| Arbitro: | Zamagni (Cesena) |

|                       |           |                 |
| Barba 32’ Mannini 84’ | Marcatori | 73’ Mastroianni |

| Arbitro: | Pashuku (Albano Laziale) |

|                 |           |                |
| Fedato 30’, 82’ | Marcatori | 31’, 81’ Barba |

| Arbitro: | Longo (Paola) |

|                         |           |            |
| Serena 29’ de Cenco 87’ | Marcatori | 38’ Mesina |

| Arbitro: | Di Marco (Ciampino) |

|               |           |  |
| Galeandro 67’ | Marcatori |  |

| Arbitro: | Luciani (Roma 1) |

|                                   |           |          |
| Caponi 55’ de Cenco 61’, 84’, 86’ | Marcatori | 22’ Fall |

| Arbitro: | Marcenaro (Genova) |

|  |           |            |
|  | Marcatori | 79’ Bruzzo |

| Arbitro: | Cherchi (Carbonia) |

|                          |           |                            |
| Caponi 52’ Tommasini 55’ | Marcatori | 24’ Agnelli 90+2’ Bakayoko |

| Arbitro: | Kumara (Verona) |

|              |           |                       |
| Catanese 83’ | Marcatori | 37’ Bruzzo 73’ Serena |

| Arbitro: | Marchetti (Ostia) |

|                           |           |                         |
| de Cenco 71’ Risaliti 90’ | Marcatori | 16’ Chiricò 78’ Finotto |

#### Girone di ritorno
| Arbitro: | Natilla (Molfetta) |

|                                     |           |            |
| Cardoselli 33’ Infantino 55’ (rig.) | Marcatori | 27’ Bruzzo |

| Arbitro: | Feliciani (Teramo) |

|                            |           |               |
| Tommasini 65’ Bruzzo 90+4’ | Marcatori | 53’ Galuppini |

| Arbitro: | De Santis (Lecce) |

|               |           |            |
| La Rosa 45+2’ | Marcatori | 45’ Ropolo |

| Arbitro: | Miele (Nola) |

|                    |           |              |
| Schiavi 88’ (rig.) | Marcatori | 31’ Semprini |

| Pontedera 2 febbraio 2020, ore 17:30 CET 24ª giornata | Pontedera        | 0 – 0 referto | Juventus U23 | Stadio Ettore Mannucci (616 spett.)\| Arbitro: \| Collu (Cagliari) \| |
| Arbitro:                                              | Collu (Cagliari) |               |              |                                                                       |

| Arbitro: | Marini (Trieste) |

|                                     |           |            |
| Rolando 3’ Emmanuello 70’ Varas 77’ | Marcatori | 31’ Bruzzo |

| Arbitro: | Giaccaglia (Jesi) |

|  |           |                       |
|  | Marcatori | 51’ Pinto 90+3’ Perna |

| Arbitro: | Kumara (Verona) |

|  |           |                |
|  | Marcatori | 78’ Martignago |

| Pistoia 26 febbraio 2020 28ª giornata | Pistoiese | – (annullata) | Pontedera | Stadio Marcello Melani |

| Pontedera 1º marzo 2020 29ª giornata | Pontedera | – (annullata) | Como | Stadio Ettore Mannucci |

| Busto Arsizio 8 marzo 2020 30ª giornata | Pro Patria | – (annullata) | Pontedera | Stadio Carlo Speroni |

| Pontedera 15 marzo 2020 31ª giornata | Pontedera | – (annullata) | Gozzano | Stadio Ettore Mannucci |

| Arezzo 22 marzo 2020 32ª giornata | Arezzo | – (annullata) | Pontedera | Stadio Città di Arezzo |

| Pontedera 25 marzo 2020 33ª giornata | Pontedera | – (annullata) | AlbinoLeffe | Stadio Ettore Mannucci |

| Lecco 29 marzo 2020 34ª giornata | Lecco | – (annullata) | Pontedera | Stadio Rigamonti-Ceppi |

| Pontedera 5 aprile 2020 35ª giornata | Pontedera | – (annullata) | Siena | Stadio Ettore Mannucci |

| Crema 11 aprile 2020 36ª giornata | Pergolettese | – (annullata) | Pontedera | Stadio Giuseppe Voltini |

| Pontedera 19 aprile 2020 37ª giornata | Pontedera | – (annullata) | Pianese | Stadio Ettore Mannucci |

| Monza 26 aprile 2020 38ª giornata | Monza | – (annullata) | Pontedera | Stadio Brianteo |

### Coppa Italia Serie C

#### Fase a gironi
| Arbitro: | Di Marco (Ciampino) |

|               |           |                   |
| Tommasini 48’ | Marcatori | 19’ Lo. Benedetti |

| Arbitro: | Petrella (Viterbo) |

|             |           |                          |
| Falcone 74’ | Marcatori | 41’ Tommasini 84’ Bruzzo |

#### Fase a eliminazione diretta
| Arbitro: | Arace (Lugo) |

|                                |           |  |
| Guidone 27’ (rig.) Panizzi 67’ | Marcatori |  |

## Statistiche

### Statistiche di squadra
| Competizione         | Punti       | In casa | In casa | In casa | In casa | In casa | In casa | In trasferta | In trasferta | In trasferta | In trasferta | In trasferta | In trasferta | Totale | Totale | Totale | Totale | Totale | Totale | DR |
| Competizione         | Punti       | G       | V       | N       | P       | Gf      | Gs      | G            | V            | N            | P            | Gf           | Gs           | G      | V      | N      | P      | Gf     | Gs     | DR |
| -------------------- | ----------- | ------- | ------- | ------- | ------- | ------- | ------- | ------------ | ------------ | ------------ | ------------ | ------------ | ------------ | ------ | ------ | ------ | ------ | ------ | ------ | -- |
| Serie C              | 42          | 14      | 7       | 5       | 2       | 23      | 16      | 13           | 4            | 4            | 5            | 15           | 19           | 27     | 11     | 9      | 7      | 38     | 35     | +3 |
| Coppa Italia Serie C | Primo turno | 2       | 1       | 1       | 0       | 3       | 2       | 1            | 0            | 0            | 1            | 0            | 2            | 3      | 1      | 1      | 1      | 3      | 4      | -1 |
| Totale               | 42          | 16      | 8       | 6       | 2       | 26      | 18      | 14           | 4            | 4            | 6            | 15           | 21           | 30     | 12     | 10     | 8      | 41     | 39     | +2 |

### Andamento in campionato
| Giornata  | 1 | 2 | 3 | 4 | 5 | 6 | 7 | 8 | 9 | 10 | 11 | 12 | 13 | 14 | 15 | 16 | 17 | 18 | 19 | 20 | 21 | 22 | 23 | 24 | 25 | 26 | 27 | 28 | 29 | 30 | 31 | 32 | 33 | 34 | 35 | 36 | 37 | 38 |
| --------- | - | - | - | - | - | - | - | - | - | -- | -- | -- | -- | -- | -- | -- | -- | -- | -- | -- | -- | -- | -- | -- | -- | -- | -- | -- | -- | -- | -- | -- | -- | -- | -- | -- | -- | -- |
| Luogo     | C | T | C | C | T | C | T | T | C | T  | C  | T  | C  | T  | C  | T  | C  | T  | C  | T  | C  | T  | T  | C  | T  | C  | C  | T  | C  | T  | C  | T  | C  | T  | C  | T  | C  | T  |
| Risultato | V | P | V | N | N | N | V | V | V | P  | V  | N  | V  | P  | V  | V  | N  | V  | N  | P  | V  | N  | N  | N  | P  | P  | P  | –  | –  | –  | –  | –  | –  | –  | –  | –  | –  | –  |
| Posizione | 2 | 9 | 6 | 5 | 5 | 6 | 5 | 4 | 3 | 4  | 3  | 3  | 2  | 3  | 2  | 3  | 3  | 3  | 2  | 2  | 2  | 2  | 2  | 2  | 3  | 3  | 4  | –  | –  | –  | –  | –  | –  | –  | –  | –  | –  | –  |

Fonte:  Serie C - Girone A, su calcio.com.
Legenda:

Luogo: C = Casa; T = Trasferta. Risultato: V = Vittoria; N = Pareggio; P = Sconfitta.